# Around the World (La La La La La)
„Around the World (La La La La La)” – debiutancki singel niemieckiego zespołu ATC wydany 22 maja 2000 przez wytwórnię King Size Records. Jest to cover utworu „Pesenka” zespołu Ruki Wwierch, którą skomponowali i napisali do niej tekst Aleksiej Patiechin oraz Sergiej Żukow. Autorami tekstu wersji ATC są: Aleksiej Patiechin, Sergiej Żukow, Alex Christensen i Peter Könemann. Piosenka została umieszczona na albumie Planet Pop. W 2007 roku został wydany cover tej piosenki pod tytułem „Magic Melody La la la la” niemieckiego zespołu Befour.

## Lista utworów
- CD singel (22 maja 2000)[1]

1. „Around The World (La La La La La)” (Radio Version) – 3:35
2. „Around The World (La La La La La)” (Alternative Radio Version) – 3:31
3. „Around The World (La La La La La)” (Acoustic Mix) – 3:20
4. „Around The World (La La La La La)” (Rüegsegger#Wittwer Club Mix) – 5:37
5. „World In Motion” – 3:31

## Pozycje na listach przebojów
| Kraj              | Lista (2000/2001) | Najwyższa pozycja |
| ----------------- | ----------------- | ----------------- |
| Szwajcaria        | Singles Top 75    | 1                 |
| Niemcy            | Singles Top 100   | 1                 |
| Austria           | Singles Top 75    | 1                 |
| Holandia          | Single Top 100    | 5                 |
| Finlandia         | Top 20 Singles    | 7                 |
| Szwecja           | Top 60 Singles    | 8                 |
| Kanada            | Canadian Hot 100  | 10                |
| Belgia (Flandria) | Ultratop 50       | 10                |
| Belgia (Walonia)  | Ultratop 40       | 10                |
| Australia         | Top 50 Singles    | 11                |
| Francja           | Top 100 Singles   | 12                |
| Wielka Brytania   | Singles Top 100   | 15                |
| Włochy            | Top 20 Singles    | 16                |
| Stany Zjednoczone | Billboard Hot 100 | 28                |

## Certyfikaty i sprzedaż
| Kraj       | Certyfikacja  | Sprzedaż |
| ---------- | ------------- | -------- |
| Niemcy     | platyna złoto | 300 000+ |
| Francja    | srebro        | 125 000+ |
| Szwajcaria | złoto         | 25 000+  |
| Austria    | złoto         | 15 000+  |